# Enrico Bombieri
Enrico Bombieri (Milão, 26 de novembro de 1940) é um matemático italiano.
Interessou-se pela matemática logo cedo. Aos 13 anos estudou um texto sobre teoria dos números. Foi galardoado com a Medalha Fields de 1974, juntamente com David Mumford.